# Haze over Haarum
56°37′27.81″N 8°12′7.59″Ø / 56.6243917°N 8.2021083°Ø
Haze over Haarum (ofte kun omtalt som Haze) er en lokal musikfestival placeret ved Harboøre i Vestjylland, som startede i 1980. Festivalen er årligt tilbagevendende anden weekend i juni startende fra torsdag aften og sluttende søndag formiddag, hvor der dog ikke er musik. Området, lige uden for Harboøre, hvor festivalen afholdes, hedder Haarum og deraf navnet.
Harboøre Musikfestival blev første gang afholdt i 1980. Det begyndte som en lille lokal festival med udelukkende lokale bands.
Haze over Haarum er stadig en lokal festival med enkelte lokale bands, men efterhånden som årene gik, kom der flere og flere samt større navne på plakaten. Vi har nu over årene præsenteret de fleste af de største danske topnavne og en del udenlandske. Indbyggertallet i Harboøre stiger denne weekend til næsten det 3-dobbelte, og festivalen er blevet en af årets største kulturbegivenheder på egnen.
Haze over Haarum - blandt venner omtalt som; "Haze" eller på jysk jargon "Æ' Hørrm-fest" - startede i 1980 på et areal på Haarum (udtales Hørrm) ved fjorden øst for Harboøre by - heraf navnet Haze over Haarum. Efter ca. 10 år på forskellige pladser rundt om i og udenfor byen, flyttede festivalen til den nuværende plads på Stausholm ca. midt mellem Harboøre by og Haarum.
Harboøre Musikfestival arrangeres af foreningen af samme navn og strækker sig nu over tre dage. Folkene bag har stort set været de samme gennem alle årene. Alle arbejder frivilligt og ulønnet, og når festivalen er overstået, har der været ca. 600-700 mennesker i arbejde. De fleste arbejder kun de tre dage festivalen kører, mens andre arbejder med festivalen hele året. Men fælles for alle er, at de udover en masse hårdt arbejde, får tilfredsstillelsen ved at kunne få det hele til at klappe under alle forhold, og være en del af en stor lokal kulturbegivenhed.